# Чирянка болівійська
Чирянка болівійська (Callonetta leucophrys) — вид водоплавних птахів родини качкових (Anatidae). Поширений у Південній Америці.

## Поширення
Вид поширений в Аргентині, Уругваї, Парагваї, Бразилії та Болівії. Після розмноження він мігрує, з'являючись далі на південь в Аргентині під час негніздового сезону. Мешкає в болотистих тропічних лісах і болотистих галявинах у лісистих низинах, відокремлених водоймах, невеликих струмках і рисових полях. Для розмноження йому потрібні затоплені ліси з дуплами.

## Опис
Самець і самиця залишаються барвистими протягом року. У самця спина каштанового кольору, блідо-сірі боки та груди лососевого кольору з чорними плямами, які з боків переходять у сірі; чорна смуга йде від маківки до потилиці. У самиць оливково-коричнева спина з коричневою головою з білими прожилками, коричнева спина, боки з білими прожилками, черево біле. Обидва мають темний хвіст, контрастний блідий круп і характерну білу пляму на крилі; дзьоби блакитно-сірі. Довжина птаха становить приблизно 31 см.